# Grondzeiler Wenum
Grondzeiler Wenum est un moulin à vent situé dans la localité de Wenum-Wiesel, à Apeldoorn, dans la province de Gueldre aux Pays-Bas.